# Grad Rihemberk
Grad Rihemberk (Riffenberch, Grayfenberg), je grad, ki stoji na strmi vzpetini Golec nad dolino Branice nad vasjo Branik in ki ga obnavljajo že vrsto let, je eden najlepših gradov na Primorskem. Stoji na strateški točki prehodnega območja med Vipavsko dolino in Komenskim Krasom.

## Zgodovina
Grad je konec 12. stoletja kot romanski, obodni grad zgradil goriški ministerial s Tirolskega, vitez Ulrik I. Rihemberški, ki ga je Goriški grof zamenjal za sina in hčer ministeriala Markvarda z Bleda. Rihemberški gospodje kot prvotni posestniki grajske stavbe so v virih izpričani od 1118 dalje (Oton de Rifenberch). Grad je v zgodovinskih virih izrecno omenjen leta 1230.
Leta 1238 je na sklenjeni sporazum, s katerim sta patriarh Bertold in goriški grof Majnhard I. sklenila zavezništvo, naperjeno proti mestu Kopru, prisegel Ulrik I. z Rihemberka, ministerial grofa. Listina iz leta 1249 priča, da sta se Vošalk II. Devinski in Ulrik I. Rihemberški dogovorila o medsebojni poroki njunih otrok. V vojni med patriarhom in Goriškimi grofi 1267/69 so bili na goriški strani za sklenitev premirja pooblaščeni med drugim Konrad I. in Volker z Rihemberka, Hugo Devinski ter njegov sorodnik Kono iz Momjana. Leta 1330 v listinah zasledimo viteza Konrada II. Rihemberškega. Ulrik IV. Rihemberški je leta 1348 pomagal Koprčanom v uporu proti Benečanom, ki so zato zanj terjali smrtno kazen. 
Ulrik V. Rihemberški je nato leta 1356 sklenil pogodbo z Benečani, da jim bo s 60 oklepnimi konjeniki služil v Istri, na Krasu ali v Furlaniji. Goriški vazal Ulrik V. Rihemberški se potem omenja v mirovni pogodbi med Ogrskim kraljem in Benečani z dne 18. februarja 1358 kot zaveznik Benečanov. Ulrik V. Rihemberški, je bil takrat eden od najuglednejših goriških ministerialov, ki pa je deloval skoraj neodvisno in se kot kondotjer udinjal tako Goriškim kot Habsburžanom in Benečanom. V Istri je Benečanom ponujal v odkup gradova Pietrapelosa in Grožnjan, kjer je imel rodbinske pravice. V tem času sta delovala brata Ulrik V. in bratranec Hugo II. Rihemberška, ki sta si polastila 37 kmetij pri Komnu, ki so spadala v oglejsko gospostvo Postojna. Leta 1365 je Ulrik V. Rihemberški predal svoje gradove, goriške fevde – Rihemberk, Dornberk ter koroški Bajdek – avstrijskemu vojvodi Rudolfu IV. in jih od njega prejel nazaj v fevd. V vojni, ki je sledila, je te gradove Ulrik izgubil, in so jih goriški še istega leta 1366 podelili Ulrikovima sinovoma in bratrancu Hugu II., ki pa je tudi prišel v spor z Majnhardom Goriškim. Hugo II. Rihemberški je kmalu, v letu 1368 umrl, Ulrik V. pa se je uspel pomiriti z Majnhardom, ki mu je vrnil posesti njegovih gradov. V naslednjih letih se je Ulrik udejstvoval v Istri, kjer je bil leta 1371 celo gravar (marchio) oglejskih istrskih posesti. Ulrik V. Rihemberški je umrl leta 1372 brez moških potomcev, zato so glavni goriški fevdi vključno z matičnim gradom Rihemberkom pripadli drugim dedičem. 
Goriški grof Majnhard VII. je umrl leta 1385. Majnhardova hči, poročena z bavarskim vojvodo Janezom Wittelsbachom, je na podlagi svoje poročne pogodbe zahtevala tretjino goriške dediščine. Naslednjega leta je prišlo do delitve in Bavarski vojvoda in Katarina Goriška sta dobila med drugim grad in gospostvo Rihemberk. Vendar so Rihemberk Goriški dobili še pred letom 1390 nazaj v zastavo.
Leta 1372 je rodbina Rihemberških izumrla in grad je prešel v last Goriških grofov, ki so ga upravljali nadaljnjih 130 let. Tako so na gradu gospodovali številni zakupniki in zastavni lastniki, med njimi Thurni. Leta 1386 ga je podedovala Katarina Goriška, poročena z bavarskim vojvodo Janezom II. Leta 1393 pa so ga goriški grofje od Bavarcev odkupili. Leta 1508 so grad začasno zasedli Benečani. Po tem ga je dobil v fevd Janez pl. Neuhaus. Po letu 1500 so grad in posest podedovali Habsburžani. 
Rihemberk je bil v letih protestantizma, poleg Gorice, eden najmočnejših centrov nove vere na tem območju. Vplivne in močne protestantske družine in posamezniki se v Rihemberku omenjajo v letih od 1560 do 1595. V času tolminskega punta se je tudi v Rihemberku razplamtel močan kmečki upor (1713). 
Konec 16. stoletja je grad bil v lasti nadvojvode Ferdinanda, ki ga je leta 1629 najprej zastavil Lanthierijem. Leta 1646 je Rihemberk kupil baron Gašper Lanthieri in v lasti te rodbine ter sorodnikov grofov Lewetzov je bil do konca druge svetovne vojne – to je celih 400 let. Sredi 17. stoletja so Lanthieriji gradu dodali baročne prvine, v drugi polovici 19. stoletja pa romantične neogotske prvine. 
V 18. stoletju je bil grad tudi pomembna galerija, saj je tedanji lastnik Jožef Lanthieri na njem gostil slikarje in zbiral umetnine. V obdobju po letu 1848 je Rihemberk zajelo narodno prebujenje. V tem času je pomembna ustanovitev čitalnice ter bivanje Simona Gregorčiča v Rihemberku, ki je kraju posvetil pesem Slovo od Rihemberka. 
Med 1. svetovno vojno je bila na gradu urejena avstrijska zasilna bolnica. Grad so februarja 1944 požgali in minirali partizani. Po tej vojni je grad začela obnavljati zavezniška vojaška uprava, po priključitvi Primorske pa je bil grad nacionaliziran in šele v šestdesetih letih je bil deležen prvih obnovitvenih del. Sedaj je grad urejen kot turistični objekt.
Med leti 1990 in 2005 je bil v državni lasti in nadalje propadal. Leta 1999 je bil razglašen za kulturni spomenik državnega pomena.
Nato je država grad podarila občini Nova Gorica. Pri prevzemu se je mestna občina Nova Gorica zavezala, da ga bodo obnovili in odprli do leta 2023 za javnost. Delno so ga za javnost odprli že poleti 2017. V najem in upravljanje ga je dobil zasebni zavod Svitar iz Tolmina, ki na gradu organizira oglede in kulturno-zgodovinske dogodke.

## Grajska gradbena zasnova
Grad je pozidan v obliki nepravilnega peterokotnika, v grajskem jedru pa izstopa mogočen okrogli 27 metrov visok stolp, ob katerem je pozidana grajska kapela, na drugi strani pa palacij. Grajen je bil v več razvojnih fazah vse od 13. stoletja dalje. Grajska zasnova je obdana z renesančnim obzidjem z okroglimi obrambnimi stolpi (rondelami). Z gotskim stolpom iz 15. stoletja in klasicističnim vhodom iz 17. stoletja se uvršča med veličastnejše slovenske gradove. 

## Galerija
- Grajski stolp
- Vhod v grad
- Pogled od daleč
- Grad Branik (Rihemberk) pogled iz ceste na Pedrovo